# 1140 en santé et médecine
| Années de la santé et de la médecine : 1137 - 1138 - 1139 - 1140 - 1141 - 1142 - 1143    |
| Décennies de la santé et de la médecine : 1110 - 1120 - 1130 - 1140 - 1150 - 1160 - 1170 |

Cet article présente les faits marquants de l'année 1140 en santé et médecine.

## Événements
- Citant Étienne V, pape de la fin du IXe siècle, le Décret de Gratien rappelle que « celui-là est homicide qui fait périr par avortement ce qui était conçu », mais il précise que « n’est pas homicide celui qui procure l’avortement avant que l’âme ne soit infusée dans le corps[1] ».
- Roger II, fondateur du royaume de Sicile, publie une ordonnance médicale qui sera complétée par l'empereur Frédéric II en 1231 puis vraisemblablement en 1240 pour former les constitutions de Melfi, recueil de lois que « les historiens considèrent […] comme un document capital pour la pharmacie[2] ».

## Publication
- Début des années 1140 : Guillaume de Saint-Thierry (1085-1148), De natura corporis et animae, avec « de précieux témoignages sur les connaissances anatomiques et physiologiques reçues de la médecine gréco-arabe[3],[4] ».

## Personnalité
- 1135-1140 : fl. Lombardus, médecin de l'abbaye Sainte-Croix de Talmont, en Poitou, « un des deux ou trois exemples de médecins désignés comme laïcs […] pour toute la région[5] ».

## Naissances
- Vers 1140 :
  - Roger de Salerne (mort vers 1195), chirurgien italien, auteur d'une importante Practica chirurgiae (« Pratique de la chirurgie »), compilation de ses cours rédigée dans les années 1170 par son élève Gui d'Arezzo le Jeune et plus connue sous le titre de Chirurgia magistri Rogerii (« Chirurgie de maître Roger[6],[7]»).
  - Gilles de Corbeil (mort vers 1224), médecin et anatomiste français, médecin de Philippe Auguste[8].
  - Zhi Zhong Wang (mort en 1207), médecin et acupuncteur chinois, auteur du Zhen Jiu Zi Sheng Jing, traité d'acupuncture et de moxibustion[9].
- Entre 1125 et 1140 : Cyprien de Calamizzi (it) (mort vers 1210-1215), médecin italo-grec, devenu higoumène du monastère de Saint-Nicolas de Calamizzi, près de Reggio et canonisé par l'Église catholique[10].

## Décès
- Vers 1138-1140 : Obizo (né à une date inconnue), médecin à la cour de Louis VI le Gros[11].
- Vers 1140 : Pierre Alphonse (né vers 1062), médecin espagnol, auteur d'un Dialogus contra judeos (1109) et d'une Disciplina clericalis (v. 1110[12]).